# Olympische Sommerspiele 2020/Kanu/Qualifikation
Dieser Artikel beschreibt die Qualifikation für die Kanuwettbewerbe bei den Olympischen Sommerspielen 2020. Diese sollte vom 21. August 2019 bis zum 25. Mai 2020 stattfinden. Aufgrund der COVID-19-Pandemie wurden jedoch einige Wettbewerbe abgesagt, wodurch sich der Qualifikationszeitraum verändert hat. Für die Wettbewerbe im Kanuslalom gibt es 82 Quotenplätze (41 pro Geschlecht). Im Kanurennsport stehen 248 Quotenplätze (123 pro Geschlecht + 2 Wild Cards) zur Verfügung. Die Qualifikation erfolgt in beiden Disziplinen über die jeweiligen Weltmeisterschaften sowie über kontinentale Qualifikationswettkämpfe.

## Übersicht
| Nation                | Kanuslalom | Kanuslalom | Kanuslalom | Kanuslalom | Kanurennsport | Kanurennsport | Kanurennsport | Kanurennsport | Kanurennsport | Kanurennsport | Kanurennsport | Kanurennsport | Kanurennsport | Kanurennsport | Kanurennsport | Kanurennsport | Gesamt | Gesamt   |
| Nation                | Männer     | Männer     | Frauen     | Frauen     | Männer        | Männer        | Männer        | Männer        | Männer        | Männer        | Frauen        | Frauen        | Frauen        | Frauen        | Frauen        | Frauen        | Gesamt | Gesamt   |
| Nation                | K1         | C1         | K1         | C1         | K1 200 m      | K1 1000 m     | K2 1000 m     | K4 500 m      | C1 1000 m     | C2 1000 m     | K1 200 m      | K1 500 m      | K2 500 m      | K4 500 m      | C1 200 m      | C2 500 m      | Boote  | Athleten |
| --------------------- | ---------- | ---------- | ---------- | ---------- | ------------- | ------------- | ------------- | ------------- | ------------- | ------------- | ------------- | ------------- | ------------- | ------------- | ------------- | ------------- | ------ | -------- |
| Ägypten               |            |            |            |            | X             |               |               |               |               |               |               | X             |               |               |               |               | 2      | 2        |
| Algerien              |            |            |            |            |               |               |               |               |               |               | X             |               |               |               |               |               | 1      | 1        |
| Andorra               |            |            | X          |            |               |               |               |               |               |               |               |               |               |               |               |               | 1      | 1        |
| Argentinien           | X          |            |            |            | X             | X             |               |               |               |               | X             |               |               |               |               |               | 4      | 4        |
| Australien            | X          | X          |            | X          |               |               | X             | X             |               |               |               |               | X             | X             |               | X             | 8      | 16       |
| Belarus               |            |            |            |            |               | X             |               | X             |               |               |               | X             |               | X             | X             | X             | 6      | 12       |
| Belgien               | X          |            |            |            |               | X             |               |               |               |               |               |               | X             |               |               |               | 3      | 4        |
| Belize                |            |            |            |            |               | X             |               |               |               |               |               |               |               |               |               |               | 1      | 1        |
| Brasilien             | X          |            |            | X          |               | X             |               |               | X             | X             |               |               |               |               |               |               | 5      | 5        |
| Bulgarien             |            |            |            |            |               |               |               |               |               |               |               |               |               |               | X             |               | 1      | 1        |
| Chile                 |            |            |            |            |               |               |               |               |               |               |               |               |               |               |               | X             | 1      | 2        |
| China                 | X          |            | X          | X          |               | X             | X             |               | X             | X             |               |               | X             | X             | X             | X             | 11     | 18       |
| Chinesisch Taipeh     |            |            | X          |            |               |               |               |               |               |               |               |               |               |               |               |               | 1      | 1        |
| Cookinseln            |            |            | X          |            |               | X             |               |               |               |               | X             |               |               |               |               |               | 3      | 3        |
| Dänemark              |            |            |            |            |               |               |               |               |               |               |               | X             |               | X             |               |               | 2      | 4        |
| Deutschland           | X          | X          | X          | X          |               |               | X             | X             | X             | X             |               |               | X             | X             |               | X             | 11     | 21       |
| Frankreich            | X          | X          | X          | X          | X             |               | X             |               | X             |               | X             | X             |               | X             |               |               | 10     | 13       |
| Großbritannien        | X          | X          | X          | X          | X             |               |               |               |               |               | X             | X             |               |               | X             |               | 8      | 8        |
| Iran                  |            |            |            |            |               | X             |               |               |               |               |               |               |               |               |               |               | 1      | 1        |
| Irland                |            | X          |            |            |               |               |               |               |               |               |               |               |               |               |               |               | 1      | 1        |
| Italien               | X          |            | X          | X          | X             |               | X             |               |               |               | X             |               |               |               |               |               | 6      | 7        |
| Japan                 | X          | X          | X          | X          |               |               |               | X             | X             |               |               | X             |               |               |               | X             | 8      | 12       |
| Kanada                | X          | X          | X          | X          |               |               | X             | X             | X             | X             |               | X             |               | X             | X             |               | 11     | 18       |
| Kasachstan            |            | X          | X          |            |               |               |               |               |               | X             | X             | X             |               |               |               | X             | 6      | 7        |
| Kroatien              |            | X          |            |            |               |               |               |               |               |               |               | X             |               |               | X             |               | 3      | 3        |
| Kuba                  |            |            |            |            |               |               |               |               | X             | X             |               |               |               |               |               | X             | 3      | 5        |
| Lettland              |            |            |            |            | X             |               |               |               |               |               |               |               |               |               |               |               | 1      | 1        |
| Litauen               |            |            |            |            | X             |               |               |               |               |               |               |               |               |               |               |               | 1      | 1        |
| Marokko               | X          |            | X          |            |               |               |               |               |               |               |               |               |               |               |               |               | 2      | 2        |
| Mexiko                |            |            | X          |            |               |               |               |               |               |               |               |               |               |               |               |               | 1      | 1        |
| Moldau                |            |            |            |            |               |               |               |               | X             |               |               |               |               |               |               | X             | 2      | 3        |
| Mosambik              |            |            |            |            |               |               |               |               | X             |               |               |               |               |               |               |               | 1      | 1        |
| Neuseeland            | X          |            | X          |            |               |               | X             |               |               |               |               | X             |               | X             |               |               | 5      | 8        |
| Niederlande           |            |            | X          |            |               |               |               |               |               |               |               |               |               |               |               |               | 1      | 1        |
| Nigeria               |            |            |            |            |               |               |               |               |               |               |               |               |               |               | X             |               | 1      | 1        |
| Norwegen              |            |            |            |            |               | X             |               |               |               |               |               |               |               |               |               |               | 1      | 1        |
| Österreich            | X          |            | X          | X          |               |               |               |               |               |               |               |               | X             |               |               |               | 4      | 5        |
| Polen                 | X          | X          | X          | X          |               |               |               |               | X             | X             | X             |               | X             | X             | X             |               | 10     | 13       |
| Portugal              | X          |            |            |            |               | X             |               | X             |               |               | X             | X             |               |               |               |               | 5      | 8        |
| Refugee Olympic Team  |            |            |            |            |               | X             |               |               |               |               |               |               |               |               |               |               | 1      | 1        |
| ROC                   | X          |            | X          |            | X             | X             |               | X             |               | X             | X             |               |               | X             |               | X             | 9      | 17       |
| Rumänien              |            |            |            |            |               |               |               |               |               | X             |               |               |               |               |               |               | 1      | 2        |
| Samoa                 |            |            |            |            | X             |               |               |               | X             |               |               | X             |               |               |               |               | 3      | 3        |
| São Tomé und Príncipe |            |            |            |            |               |               |               |               |               | X             |               |               |               |               |               |               | 1      | 2        |
| Schweden              | X          |            |            |            | X             |               |               |               |               |               |               | X             |               |               |               |               | 3      | 3        |
| Schweiz               | X          | X          | X          |            |               |               |               |               |               |               |               |               |               |               |               |               | 3      | 3        |
| Senegal               |            | X          |            |            |               |               |               |               |               |               |               |               |               |               |               |               | 1      | 1        |
| Serbien               |            |            |            |            | X             | X             |               |               |               |               |               | X             |               |               |               |               | 3      | 3        |
| Slowakei              | X          | X          | X          | X          |               | X             |               | X             |               |               |               |               |               |               |               |               | 6      | 9        |
| Slowenien             | X          | X          | X          | X          |               |               |               |               |               |               |               |               | X             |               |               |               | 5      | 6        |
| Spanien               | X          | X          | X          | X          |               |               | X             | X             |               | X             | X             | X             |               |               | X             |               | 10     | 15       |
| Südkorea              |            |            |            |            | X             |               |               |               |               |               |               |               |               |               |               |               | 1      | 1        |
| Thailand              |            |            |            |            |               |               |               |               |               |               |               |               |               |               | X             |               | 1      | 1        |
| Tschechien            | X          | X          | X          | X          |               |               | X             |               | X             | X             |               |               |               |               |               |               | 7      | 9        |
| Tunesien              |            |            |            |            |               | X             |               |               | X             |               |               |               | X             |               |               |               | 3      | 4        |
| Ukraine               |            |            | X          |            |               |               |               |               | X             | X             |               |               | X             | X             |               | X             | 6      | 11       |
| Ungarn                |            |            |            | X          |               |               | X             | X             |               | X             | X             | X             |               | X             | X             | X             | 9      | 18       |
| Usbekistan            |            |            |            |            |               |               |               |               |               |               |               |               |               |               |               | X             | 1      | 2        |
| Vereinigte Staaten    | X          | X          |            | X          |               |               |               |               |               |               |               |               |               |               | X             |               | 4      | 4        |
| Total: 59 NOKs        | 24         | 17         | 24         | 17         | 12            | 15            | 10            | 11            | 12            | 14            | 12            | 16            | 8             | 12            | 12            | 13            | 241    | 331      |

## Kanuslalom

### Qualifikationskriterien
Die Quotenplätze werden nicht an Athleten vergeben, sondern an die Nation des Athleten, der den Startplatz erkämpft hat. Pro Wettbewerb darf maximal ein Athlet pro Nation antreten. Die Quotenplätze werden wie folgt vergeben:
- Weltmeisterschaften 2019: Die bestplatzierten Athleten sichern sich einen Startplatz für ihre Nation (maximal ein Startplatz pro Nation). Bei den K1-Wettbewerben stehen 18 und bei den C1-Wettbewerben 11 Quotenplätze zur Verfügung.
- Kontinentale Qualifikationswettkämpfe: In jedem kontinentalen Wettkampf steht ein Startplatz zur Verfügung. Die Nation, die noch keinen Startplatz bei den Weltmeisterschaften erkämpfen konnte und deren Athlet am besten abschneidet, erhält einen der Quotenplätze.
- Gastgeber: Japan erhält in allen vier Wettbewerben als Gastgeber einen Quotenplatz.

### K1 Männer
| Qualifikationswettbewerb                  | Datum                   | Ort             | Plätze | Qualifizierte Nation |
| ----------------------------------------- | ----------------------- | --------------- | ------ | --- |
| Gastgeber                                 | 7. September 2013       | Buenos Aires    | 1      | Japan |
| Weltmeisterschaften 2019                  | 25.–29. September 2019  | La Seu d’Urgell | 18     | Tschechien Großbritannien Portugal ROC Australien Spanien Slowakei Frankreich Deutschland Kanada Italien Österreich Schweiz Slowenien Vereinigte Staaten Brasilien Schweden Neuseeland |
| Ozeanienmeisterschaften 2020              | 1.–3. Februar 2020      | Auckland        | 1      | – |
| Afrikameisterschaften 2021                | 20.–21. März 2021       | La Seu d’Urgell | 1      | Marokko |
| Asienmeisterschaften 2021                 | 30. April – 2. Mai 2021 | Pattaya         | 1      | China |
| Panamerikanische Meisterschaften 2021     | 30. April – 2. Mai 2021 | Rio de Janeiro  | 1      | Argentinien |
| Europameisterschaften 2021                | 6.–9. Mai 2021          | Ivrea           | 1      | Polen |
| Neuverteilung nicht belegter Quotenplätze | –                       | –               | 1      | Belgien |
| Gesamt                                    | Gesamt                  | Gesamt          | 24     | 24 |

### C1 Männer
| Qualifikationswettbewerb              | Datum                   | Ort             | Plätze | Qualifizierte Nation                                                                                 |
| ------------------------------------- | ----------------------- | --------------- | ------ | --- |
| Gastgeber                             | 7. September 2013       | Buenos Aires    | 1      | Japan                                                                                                |
| Weltmeisterschaften 2019              | 25.–29. September 2019  | La Seu d’Urgell | 11     | Frankreich Polen Slowenien Slowakei Schweiz Irland Spanien Kanada Kroatien Tschechien Großbritannien |
| Ozeanienmeisterschaften 2020          | 1.–3. Februar 2020      | Auckland        | 1      | Australien                                                                                           |
| Afrikameisterschaften 2021            | 20.–21. März 2021       | La Seu d’Urgell | 1      | Senegal                                                                                              |
| Asienmeisterschaften 2021             | 30. April – 2. Mai 2021 | Pattaya         | 1      | Kasachstan                                                                                           |
| Panamerikanische Meisterschaften 2021 | 30. April – 2. Mai 2021 | Rio de Janeiro  | 1      | Vereinigte Staaten                                                                                   |
| Europameisterschaften 2021            | 6.–9. Mai 2021          | Ivrea           | 1      | Deutschland                                                                                          |
| Gesamt                                | Gesamt                  | Gesamt          | 17     | 17                                                                                                   |

### K1 Frauen
| Qualifikationswettbewerb                  | Datum                   | Ort             | Plätze | Qualifizierte Nation |
| ----------------------------------------- | ----------------------- | --------------- | ------ | --- |
| Gastgeber                                 | 7. September 2013       | Buenos Aires    | 1      | Japan |
| Weltmeisterschaften 2019                  | 25.–29. September 2019  | La Seu d’Urgell | 18     | Tschechien Slowakei Österreich Ukraine Frankreich Großbritannien Neuseeland Polen Niederlande Deutschland Andorra Spanien Slowenien Italien ROC Cookinseln Kanada China |
| Ozeanienmeisterschaften 2020              | 1.–3. Februar 2020      | Auckland        | 1      | – |
| Afrikameisterschaften 2021                | 20.–21. März 2021       | La Seu d’Urgell | 1      | Marokko |
| Asienmeisterschaften 2021                 | 30. April – 2. Mai 2021 | Pattaya         | 1      | Kasachstan |
| Panamerikanische Meisterschaften 2021     | 30. April – 2. Mai 2021 | Rio de Janeiro  | 1      | Mexiko |
| Europameisterschaften 2021                | 6.–9. Mai 2021          | Ivrea           | 1      | Schweiz |
| Neuverteilung nicht belegter Quotenplätze | –                       | –               | 1      | Chinesisch Taipeh |
| Gesamt                                    | Gesamt                  | Gesamt          | 24     | 24 |

### C1 Frauen
| Qualifikationswettbewerb                  | Datum                   | Ort             | Plätze | Qualifizierte Nation |
| ----------------------------------------- | ----------------------- | --------------- | ------ | --- |
| Gastgeber                                 | 7. September 2013       | Buenos Aires    | 1      | Japan |
| Weltmeisterschaften 2019                  | 25.–29. September 2019  | La Seu d’Urgell | 11     | Spanien Australien Andorra Deutschland Tschechien Österreich Brasilien Vereinigte Staaten Großbritannien Italien Frankreich Slowenien |
| Ozeanienmeisterschaften 2020              | 1.–3. Februar 2020      | Auckland        | 1      | – |
| Afrikameisterschaften 2021                | 20.–21. März 2021       | La Seu d’Urgell | 1      | – |
| Asienmeisterschaften 2021                 | 30. April – 2. Mai 2021 | Pattaya         | 1      | China |
| Panamerikanische Meisterschaften 2021     | 30. April – 2. Mai 2021 | Rio de Janeiro  | 1      | Kanada |
| Europameisterschaften 2021                | 6.–9. Mai 2021          | Ivrea           | 1      | Ukraine |
| Neuverteilung nicht belegter Quotenplätze | –                       | –               | 2      | Polen |
| Neuverteilung nicht belegter Quotenplätze | –                       | –               | 2      | Ungarn |
| Gesamt                                    | Gesamt                  | Gesamt          | 17     | 17 |

## Kanurennsport

### Qualifikationskriterien
Die Quotenplätze werden nicht an Athleten vergeben, sondern an die Nation des Athleten, der den Startplatz erkämpft hat. In jedem Wettbewerb darf maximal ein Athlet pro Nation antreten. Die Quotenplätze werden wie folgt vergeben:
- Weltmeisterschaften: Die am besten platzierten Boote (maximal ein Boot pro Nation) qualifizieren sich für die Spiele. Bei den K1-Wettkämpfen stehen 5 Qualifikationsplätze zur Verfügung, wobei für das Gastgeberland jeweils ein zusätzlicher Platz auf den 1000-m- und 500-m-Strecken der Herren und der Damen reserviert ist, 6 Quotenplätze bei den K2-Wettkämpfen, 10 bei den K4-Wettkämpfen und 6 in die C1-Wettkämpfen (von denen einer über 1000-m-Event für das Gastgeberland reserviert ist) und 8 im C2-Wettkampf.
- Weltcup 2: Das bestplatzierte Boot (maximal ein Boot pro Nation) in jedem einzelnen erkämpft einen Startplatz für seine Nation.
- Kontinentale Qualifikation: Für die K1- und C1-Wettkämpfen steht für jeden Kontinent ein Quotenplatz zur Verfügung (mit der Ausnahme von Europa, dort gibt es 2). Für die K2-Wettkämpfe wurden Europa ebenfalls zwei Quotenplätze zugesichert, für die restlichen 4 Kontinente stehen jedoch nur 6 Plätze zur Verfügung. Diese werden auf der Grundlage der Weltmeisterschaftsergebnisse den Kontinenten zugewiesen: Die am besten platzierten und nicht qualifizierten Nationen von den vier verschiedenen Kontinenten bei den Weltmeisterschaften erhalten für ihren Kontinent einen Platz.
- Gastgeberland: Zusätzlich erhält Japan als Gastgeberland in bestimmten Wettkämpfen einen Startplatz.

### Zeitplan
| Qualifikationswettbewerb             | Datum                | Ort          |
| ------------------------------------ | -------------------- | ------------ |
| Weltmeisterschaften 2019             | 21.–25. August 2019  | Szeged       |
| Afrikaspiele 2019                    | 26.–31. August 2019  | Rabat        |
| Ozeanische Qualifikationswettkämpfe  | 14.–16. Februar 2020 | Penrith City |
| Asienmeisterschaften 2021            | 5.–7. Mai 2021       | Pattaya      |
| Europäische Qualifikationswettkämpfe | 12.–13. Mai 2021     | Szeged       |
| Weltcup 2                            | 19.–23. Mai 2021     | Barnaul      |

### Qualifikationsübersicht
| Wettbewerb   | Gastgeber | Weltmeisterschaften 2019                                                                            | Kontinentale Qualifikation  | Kontinentale Qualifikation | Kontinentale Qualifikation | Kontinentale Qualifikation | Kontinentale Qualifikation | Weltcup 2 | Gesamt |
| Männer Kayak | Gastgeber | Weltmeisterschaften 2019                                                                            | Europa                      | Amerika                    | Asien                      | Afrika                     | Ozeanien                   | Weltcup 2 | Gesamt |
| ------------ | --------- | --------------------------------------------------------------------------------------------------- | --------------------------- | -------------------------- | -------------------------- | -------------------------- | -------------------------- | --------- | ------ |
| K1 200 m     | —         | Großbritannien Serbien Frankreich Italien Schweden                                                  | ROC Lettland                | Argentinien                | Südkorea                   | Südafrika Ägypten          | Samoa                      | Litauen   | 12     |
| K1 1000 m    | Japan     | Tschechien Portugal Slowakei ROC Belarus Argentinien Serbien                                        | Belgien Norwegen Frankreich | Brasilien Belize           | Iran                       | Tunesien                   | Cookinseln                 | China     | 13     |
| K2 1000 m    | —         | Deutschland Spanien Frankreich Tschechien Australien Italien                                        | Ungarn                      | Kanada                     | China                      | —                          | Neuseeland                 | —         | 10     |
| K4 500 m     | —         | Deutschland Spanien Slowakei ROC Ungarn Portugal Belarus Australien Japan Kanada                    | —                           | —                          | —                          | —                          | —                          | —         | 10     |
| Wettbewerb   | Gastgeber | Weltmeisterschaften 2019                                                                            | Kontinentale Qualifikation  | Kontinentale Qualifikation | Kontinentale Qualifikation | Kontinentale Qualifikation | Kontinentale Qualifikation | Weltcup 2 | Gesamt |
| Männer Kanu  | Gastgeber | Weltmeisterschaften 2019                                                                            | Europa                      | Amerika                    | Asien                      | Afrika                     | Ozeanien                   | Weltcup 2 | Gesamt |
| C1 1000 m    | Japan     | Brasilien Polen Frankreich Deutschland Tschechien                                                   | Ukraine                     | Kuba                       | China                      | Tunesien Mosambik          | Australien Samoa           | Moldau    | 12     |
| C2 1000 m    | —         | China Kuba Brasilien Deutschland Rumänien Polen ROC Ukraine Tschechien                              | Spanien Ungarn              | Kanada                     | Kasachstan                 | São Tomé und Príncipe      | —                          | —         | 13     |
| Wettbewerb   | Gastgeber | Weltmeisterschaften 2019                                                                            | Kontinentale Qualifikation  | Kontinentale Qualifikation | Kontinentale Qualifikation | Kontinentale Qualifikation | Kontinentale Qualifikation | Weltcup 2 | Gesamt |
| Frauen Kayak | Gastgeber | Weltmeisterschaften 2019                                                                            | Europa                      | Amerika                    | Asien                      | Afrika                     | Ozeanien                   | Weltcup 2 | Gesamt |
| K1 200 m     | —         | Neuseeland Polen Dänemark Spanien Ukraine Ungarn Serbien Portugal Frankreich                        | Großbritannien Italien      | Argentinien                | Japan                      | Algerien                   | Cookinseln                 | ROC       | 12     |
| K1 500 m     | —         | Neuseeland Belarus Ungarn Serbien Dänemark Schweden Großbritannien Frankreich                       | Spanien Kroatien            | Kanada                     | Kasachstan                 | Ägypten                    | Samoa                      | Portugal  | 13     |
| K2 500 m     | —         | Belarus Polen Slowenien Belgien Frankreich Ukraine China                                            | Deutschland                 | Österreich 1               | —                          | Südafrika Tunesien         | Australien                 | —         | 10     |
| K4 500 m     | —         | Australien Frankreich Polen Ungarn Belarus Neuseeland Ukraine Dänemark Deutschland China Kanada ROC | —                           | —                          | —                          | —                          | —                          | —         | 10     |
| Wettbewerb   | Gastgeber | Weltmeisterschaften 2019                                                                            | Kontinentale Qualifikation  | Kontinentale Qualifikation | Kontinentale Qualifikation | Kontinentale Qualifikation | Kontinentale Qualifikation | Weltcup 2 | Gesamt |
| Frauen Kanu  | Gastgeber | Weltmeisterschaften 2019                                                                            | Europa                      | Amerika                    | Asien                      | Afrika                     | Ozeanien                   | Weltcup 2 | Gesamt |
| C1 200 m     | —         | Vereinigte Staaten ROC Belarus Chile Kanada Polen Ungarn                                            | Spanien                     | Bulgarien 1                | Thailand                   | Nigeria                    | Neuseeland China           | Kroatien  | 12     |
| C2 500 m     | —         | China Ungarn Belarus Deutschland Usbekistan Kuba Ukraine Chile                                      | Moldau ROC                  | Japan 1                    | Kasachstan                 | —                          | Australien                 | —         | 13     |

- Kursiv: Für diese Nation hat sich bereits ein Boot qualifiziert, allerdings wurde der Athlet einem anderen Boot zu geordnet.1 Nach Absage des Qualifikationswettkampfs für Amerika beschloss die ICF, die Quotenplätze auf Grundlage der Weltmeisterschaft 2019 neu zu verteilen. Wenn nicht genügend amerikanische Athleten vertreten waren, wurden die Quotenplätze neu verteilt.